# Transductor piezoeléctrico
Son transductores piezoeléctricos aquellos que basan su funcionamiento en el fenómeno de la piezoelectricidad. Para su fabricación se utilizan materiales cerámicos como el Titanato de Bario, aunque en un principio se usaban el Cuarzo o la Sal de Rochelle.
Mediante el efecto piezoelétrico directo a través de una fuerza externa se logra un desplazamiento de cargas lo que induce una corriente de desplazamiento y ésta un campo eléctrico. Este es el fundamento de, por ejemplo, los micrófonos piezoeléctricos. Mientras que los altavoces piezoeléctricos aprovechan el efecto piezoeléctrico inverso, mediante el cual a través de un campo eléctrico (DDP externo) se produce una deformación mecánica, que convenientemente aprovechada, puede llegar a emitir sonidos.
Los aparatos que deben su funcionamiento al proceso de transducción piezoeléctrica, como los acelerómetros, mandos a distancia por ultrasonidos, ciertos sistemas sonar y muchos más aparte de los mencionados anteriormente.